# Becplaner africà
El becplaner africà (Platalea alba) és una espècie d'ocell de la família dels tresquiornítids (Threskiornithidae), migrador parcial intra-africà.

## Morfologia
- Fa 73 - 90 cm de llargària, amb un pes d'uns dos kg.
- L'adult és completament blanc excepte les llargues cames i la cara vermella i el llarg bec típic del seu gènere, que és gris.
- Els joves tenen el bec groc.

## Hàbitat i distribució
Viu als llacs, aiguamolls i estuaris de gran part de l'Àfrica subsahariana i Madagascar.